# Latham 47
Latham 47 (vojenským označením R.3 a B.4) byl francouzský celodřevěný dvoumotorový létající člun vyvinutý a vyráběný společností Latham & Cie pro Francouzské námořnictvo. V roce 1928 se typ proslavil když, během pátrání po trosečnících z výpravy vzducholodě Italia Umberta Nobileho, na palubě stroje Latham 47.02 zahynul známý polární badatel Roald Amundsen. 

## Vznik a vývoj
Latham 47 byl navržen s cílem naplnit požadavek francouzského námořního letectva na dálkový létající člun schopný překonat Atlantský oceán. První prototyp vznikl v roce 1928, ale již po dvou vzletech byl zničen požárem. Jednalo se o rozměrný dvouplošník poháněný dvěma dvanáctiválcovými motory s válci do W Farman 12We, tandemově instalovanými pod horním křídlem. Pilot a kopilot seděli bok po boku v otevřeném kokpitu mezi příďovým a hřbetním stanovištěm střelců. Francouzské námořnictvo odebralo dvanáct vyrobených sériových kusů. Dva další exempláře poháněné motory Hispano-Suiza 12Y a označené Latham 47P vznikly jako civilní poštovní letouny. Byly užívány na trasách ve Středozemním moři až do roku 1932.

## Nehody
Stroj Latham 47.02 se 6. června 1928 vypravil pomoci pátrat po trosečnících ze vzducholodi N-5 Italia, která se 25. května zřítila na mořský led severně od Špicberk. Letoun řízený norským pilotem Leifem Dietrichsonem a Francouzem René Guilbaudem vyzvedl Roalda Amundsena a kolegu v Bergenu a 18. června vzlétl z Tromsø směrem nad Barentsovo moře, kde beze stopy zmizel. Jen 31. srpna téhož roku byl u pobřeží regionu Troms nalezen odtržený levoboční vyvažovací plovák a v říjnu na mělčině Haltenbanken velká palivová nádrž.

## Varianty

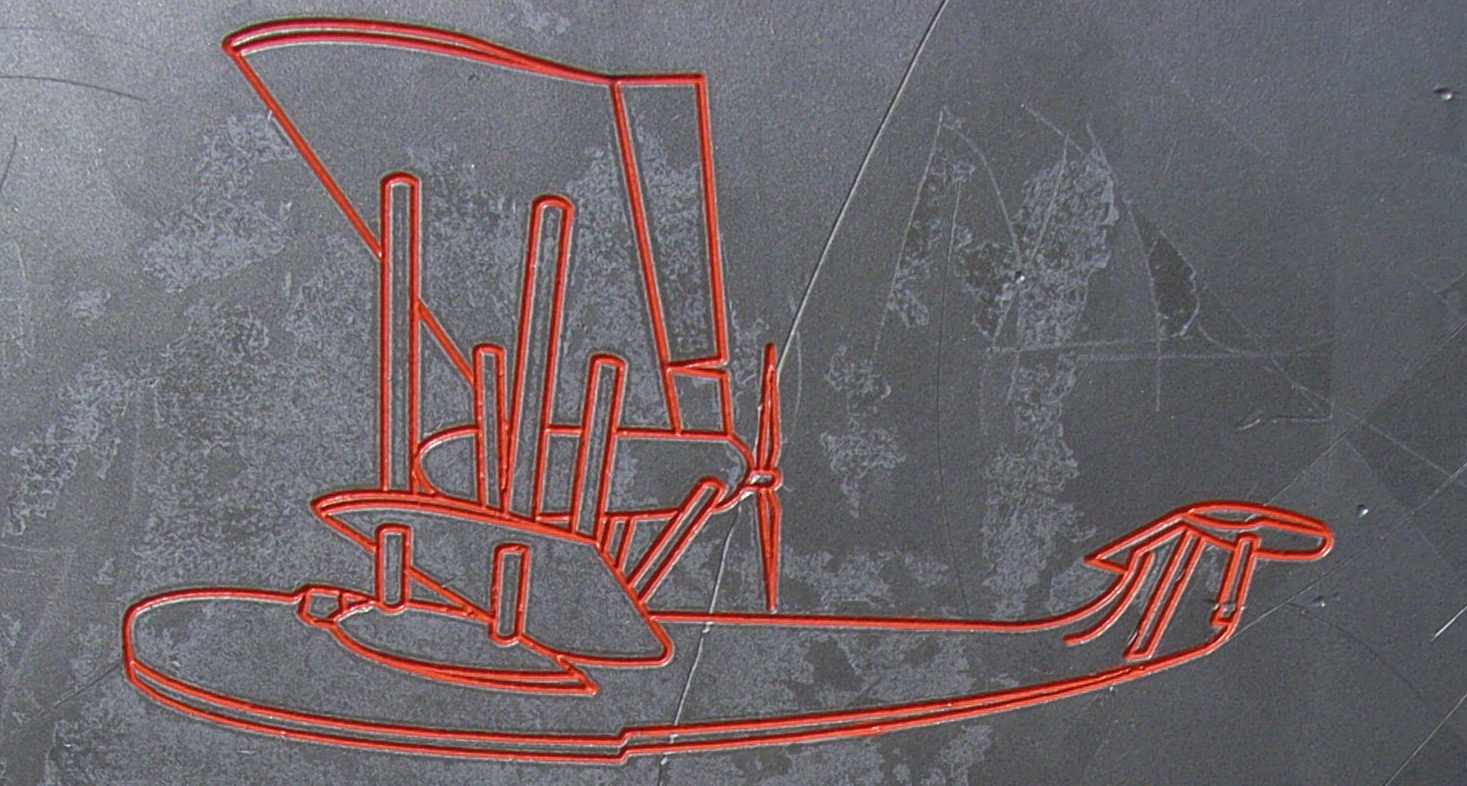
Boční pohled na Latham 47 na calaiském památníku Gilberta Brazyho, palubního mechanika stroje 47.02

Latham 47.01
První prototyp.
Latham 47.02
Druhý prototyp.
Latham 47
Dvanáct sériových letounů, ve verzích označených příponami R.3 (třímístný průzkumný letoun) a B.4 (čtyřmístný bombardér).
Latham 47P
Dva civilní poštovní letouny.

## Uživatelé
- Francie
  - Aéronavale (Escadrille 3E1 a 4R1)

## Specifikace

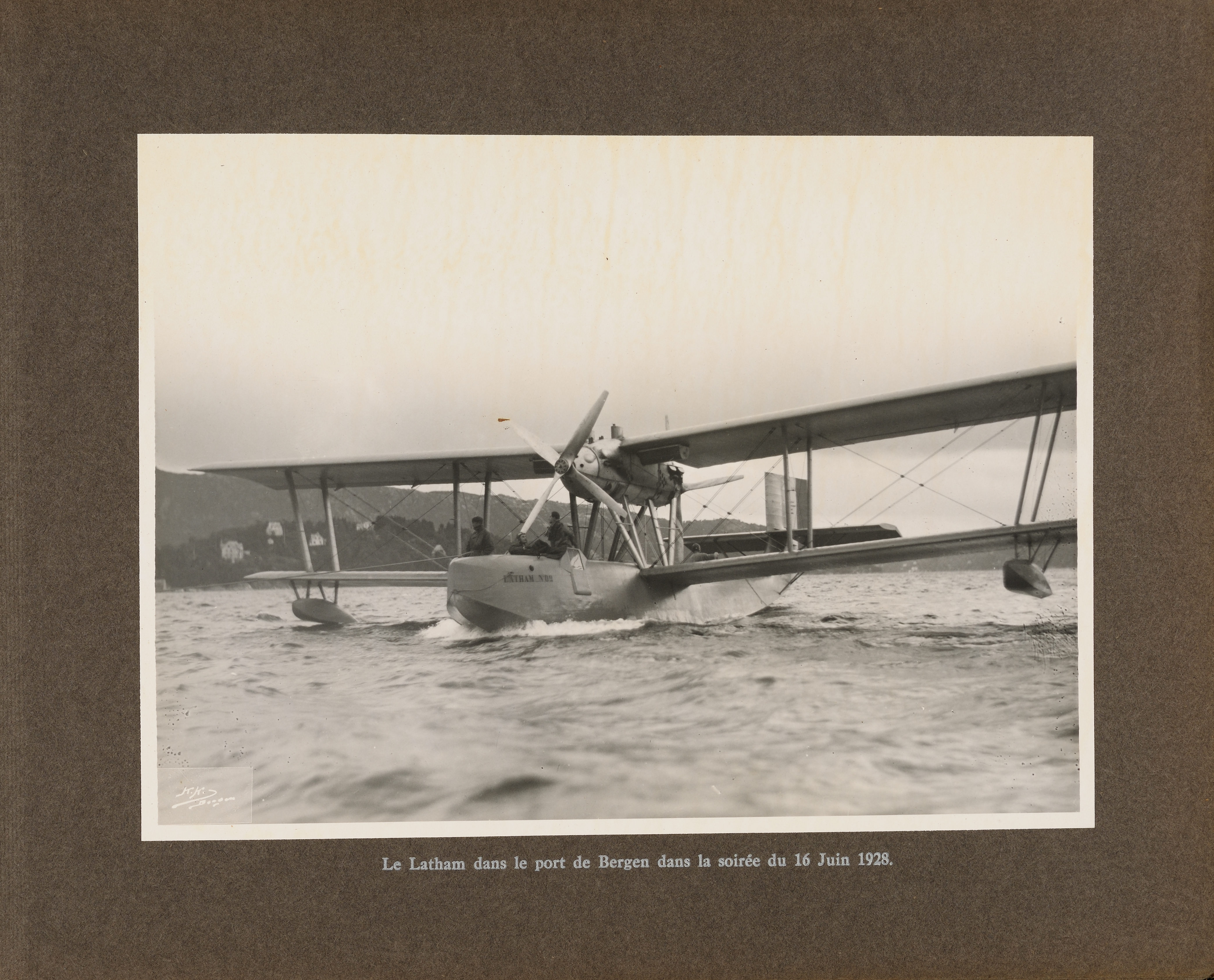
Latham 47

Údaje podle

### Technické údaje
- Osádka: 4
- Délka: 16,30 m[2]
- Rozpětí křídel: 25,20 m
- Nosná plocha: 120,2 m²[2]
- Výška: 5,20 m[2]
- Prázdná hmotnost: 4 900 kg[2]
- Vzletová hmotnost: 6 886 kg
- Pohonná jednotka: 2 × kapalinou chlazený dvanáctiválcový motor s válci do W Farman 12We
- Výkon pohonné jednotky: 373 kW (500 k)každý

### Výkony
- Maximální rychlost: 170 km/h
- Cestovní rychlost: 155 km/h
- Dostup: 4 000m[2]
- Dolet: 900 km

### Výzbroj
- 2 × pohyblivý zdvojený kulomet ráže 7,7 mm
- 600 kg pum